# Peso salvadoreño

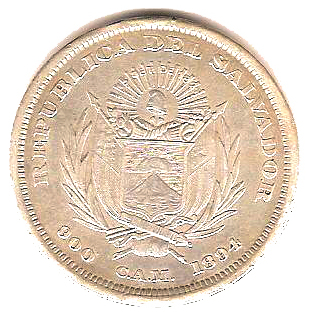
Peso Salvadoreño, antecesor del colón

El peso fue la moneda de El Salvador entre 1877, cuando entró en vigencia reemplazando al real salvadoreño, y 1892, año en que fue reemplazado por el colón salvadoreño.

## Historia
El peso reemplazó al real a razón de 8 reales = 1 peso. Su introducción como moneda de curso legal trajo como consecuencia la desaparición de las últimas monedas del Real de la República Federal de Centroamérica, que, aunque escasas, circularon junto a las monedas del real salvadoreño. Los billetes comenzaron a emitirse desde 1877. En 1889, El Salvador decimalizó su moneda, quedando el peso subdividido en 100 centavos, de esta forma se comenzó a acuñar monedas. El peso en un principio tenía una tasa de cambio fija con el franco francés (1 peso = 5 francos). El peso fue reemplazado en 1892 por el colón hasta 1919, a razón de 1 peso = 1 colón.

## Billetes

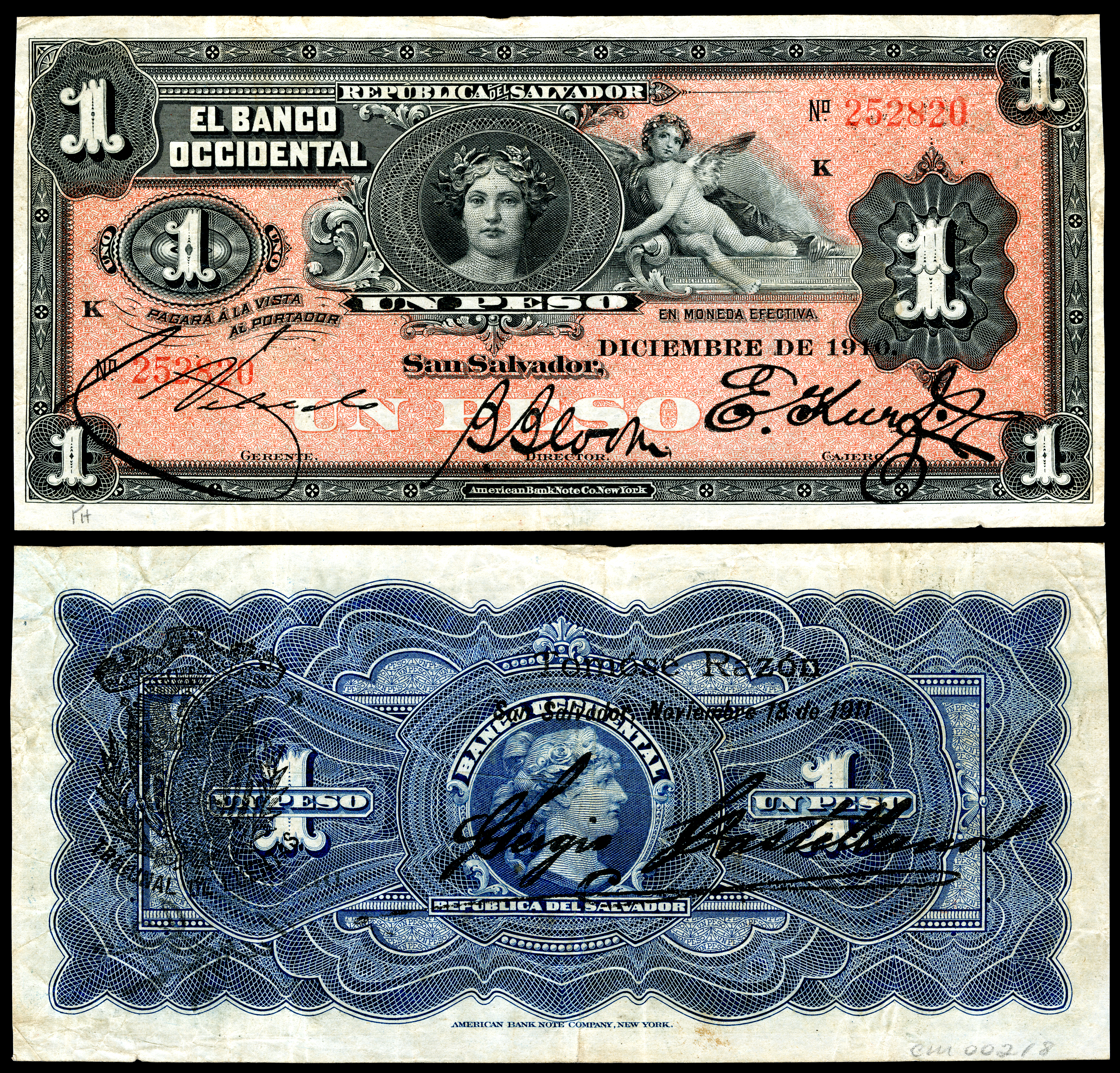
Billetes salvadoreños

El gobierno emitió billetes denominados en pesos a partir de 1877, siendo estos valuados en 1, 2, 5, 10, 25, 50, 100 y 500 pesos. Después de esto, los bancos privados comenzaron a emitir billetes hasta después de la introducción del colón. Entre ellos se destacan el Banco Agrícola Comercial, el Banco de Ahuachapam, el Banco de Londres y América del Centro, el Banco Industrial de El Salvador, el Banco Internacional de El Salvador, el Banco Nacional de El Salvador, el Banco Occidental y el Banco Salvadoreño. El papel moneda impreso tenía los siguientes valores: 1, 2, 5, 10, 25, 50, 100 y 500 pesos.

## Monedas
El decreto legislativo del 17 de febrero de 1883 decretó la creación de una Casa Nacional de Moneda. Este decreto también reglamentó las monedas que se elaborarían en la Casa Nacional de Moneda, decretando que: se arreglará al sistema métrico y decimal para el valor de su moneda, el peso y ensayo de metales; el peso se divide en cien centavos; se fabricarán monedas de oro, plata y cobre; las monedas de oro tendrán los valores de 20, 10, 5 y 2.50; las monedas de plata tendrán piezas de 5, 2, 1 y 1/2 real, siendo 1 real 10 centavos; la moneda de cobre se fabricaría solo en piezas de un centavo.
Las primeras monedas decimales salvadoreñas se emitieron en 1889. Las primeras fueron valuadas en 1 y 3 centavos, producidas en cuproníquel. El 28 de agosto de 1892, la casa de moneda salvadoreña comenzó a emitir de monedas de plata y de oro expresadas en pesos y centavos. Además de las monedas de 1 centavo de cobre, hubo otras hechas en plata de 5, 10, y 20 centavos y 1 peso, y otras acuñadas en oro de 2½, 5, 10 y 20 pesos, aunque las monedas de oro se emitieron en números muy pequeños. En 1909, se acuñaron en bronce monedas de un cuarto de real en respuesta a la continuación del uso del sistema real de la moneda en algunas partes del país. Las monedas de 25 centavos fueron introducidas en 1911. La producción de monedas de plata se suspendió en 1914.